# Scholengemeenschap voor Katholiek Secundair Onderwijs Sint-Quintinus
De Scholengemeenschap Sint-Quintinus is een katholieke scholengemeenschap in de Belgische provincie Limburg. Er zijn in totaal acht scholen in de gemeenten Hasselt en Zonhoven en met 6500 leerlingen is ze de grootste Limburgse scholengemeenschap.

## Scholen
Er zijn twee scholen voor de 1e graad secundair onderwijs:
- Vrije Middenschool (VMS), Zonhoven
- Middenschool Kindsheid Jesu, Hasselt

Er zijn twee scholen voor de 2e en 3e graad secundair onderwijs:
- Sint-Jan Berchmansinstituut SJB, Zonhoven: ASO, TSO, BSO
- Humaniora Kindsheid Jesu, Hasselt: ASO met de afdeling Musart: Kunstsecundair onderwijs

Er zijn vier scholen die de volledige cyclus secundair onderwijs aanbieden:
- Instituut Mariaburcht, Stevoort, Hasselt: ASO, TSO, BSO
- Hast, Hasselt (een samensmelting van Technisch Instituut Heilig Hart, Hasselt en Vrij Technisch Instituut, Hasselt): TSO, BSO, deeltijds BSO vanaf 16 jaar, Graduaat basisverpleegkunde
- Virga Jessecollege, Hasselt: ASO, TSO